# Logo (stacja telewizyjna)
Logo – amerykańska stacja telewizyjna przeznaczona dla społeczności LGBT. Stacja rozpoczęła nadawanie 30 czerwca 2005 roku. Właścicielem stacji jest ViacomCBS Domestic Media Networks, będące częścią grupy medialnej ViacomCBS. We wrześniu 2005 roku kanał był dostępny w około 18 milionów amerykańskich domów. Stacja prezentuje szerokie spektrum programów rozrywkowych – najpopularniejszym z nich jest RuPaul's Drag Race.